# عباس أباد (رودبار)
عباس أباد (بالفارسية: عباس‌آباد) هي مستوطنة تقع في إيران في قسم رودبار الريفي.